# 冬嵐記
『冬嵐記』（とうらんき）は、槐（えんじゅ）による日本の時代小説。小説投稿サイト「小説家になろう」において2022年3月から連載。「福島勝千代一代記」シリーズの一作目に当たる。書籍版が新紀元社より2024年2月に刊行された。書籍版イラストは上條ロロ。

## 作品概要
日本の戦国時代中盤、西暦1520年頃の今川氏家臣の福島家（くしまけ）を舞台とした歴史転生小説。現代人である四十路の主人公が、史実では後北条氏の武将北条綱成の幼児期に転生し、当時の複雑な遠江と駿府、信濃情勢に翻弄されながら厳しい幼児期を生き抜いていく。福島家中の親族同士の争い、さらには主家である今川家中での勢力争いに巻き込まれていく勝千代は、やがて自らの特技と知性、多少の現代知識で後継者としての地位を築いていく。

## 登場人物

### 福島家
福島勝千代
主人公。身近な者からはお勝と呼ばれる。今川氏親の側室となった福島正成の長女（一の姫）の息子で、産まれてすぐに福島家の跡継ぎとして養子に出される。幼少時からの虐待により身体は小さく、身体のあちこちに傷跡と、腕と肩に大きなやけどの跡が残る。実父である氏親の面影を如実に受け継いでいる。渋沢など勝千代の母を知っている者からは、一の姫の面影も確かにあると思われている。三半規管が弱く馬酔いしやすい。正装は紫紺の直垂に鮮やかな青の胸紐。作中で数え年六歳、現代での四歳児。転生前は40代半ばの高校理科教師で、不慮の事故により勝千代に生まれ変わる。30年以上習った書道が特技で、草書も篆書も問題なく読み書きできる。頭髪に対して強い危機感を抱いている。受験では世界史を選択したため、日本史については中学教科書レベルのおぼろげな知識しかない。史実における後北条家の武将北条綱成であるが、勝千代の選択により史実と異なる歴史を歩むこととなる。
福島上総正成
福島家の当主。36歳。勝千代の祖父にあたるが、養子として勝千代を引き取ったため父としてふるまう。ひげ面の大男だが、豊かな総髪に目鼻立ちが整っており、勝千代から男前と評される。弟が４人いる。鬼福島と呼ばれるほどの稀代の武士で、身体も声も大きい。難しいことを考える前に先に体を動かすタイプ。勝千代への愛情は人一倍深い。居城は掛川下土方にある高天神城。正妻の養勝院は一の姫を産んだ後に死去。朝倉家（越前の方ではなく伊勢家家臣）の人だった。勝千代が産まれる2年ほど前に、側室3人が家督争いが高じてもみ消せないようなやらかしを起こし、全員福島家から放逐された。当時産まれていた庶子3人も、遠方の親族に養子として出されている。
幸松
正成の庶子。非常に活発な子供らしい子供。正成に生き写しの大柄な体格と明るい笑顔の持ち主。丸一歳は年下にも関わらず勝千代より背が高い。
お葉
正成の側室。幸松の母。下にもう一人娘（幸）がいる。背が高くがっちりした肩幅で、悪女のような怖い雰囲気を持つ美女。やんちゃ坊主である息子幸松への躾は厳しく、手が出ることもある。実家は福島家の馬周り衆を勤める家柄。
千代丸
正成の庶子。勝千代より2、3歳ほど年上。非常に甘やかされており、母に言われる通り自分こそが福島家の嫡男だと思っている。兵庫介と共に福島家北棟に乗り込み、刀で勝千代に襲いかかったものの、早田に右手首を切り飛ばされる。その後の消息は不明。
桂殿
正成の側室。千代丸の母。30代手前の華やかな美人。福島家の家督騒動からは身を引いていたが、預かった勝千代を虐待し、千代丸を福島家の後継に据えようと目論む。正成危篤との誤報に惑わされ、兵庫介と共に福島家北棟に乗り込み、処罰として福島家から追放される。出入り商人である宗田屋の出身。
江坂志郎衛門（信九郎）是成
正成の弟（次男）。34歳。分家を立て、駿府で文官として仕える。尋問や監査など今川家中の内務専門。眉間のくっきりした縦皺には筆が挟めるほど。容貌は正成とはあまり似ていないが、怒ったときの雰囲気はよく似ている。
川久保（誠九郎）忠成
正成の弟（三男）。32歳。源九郎の双子の兄。川久保家に養子に出た。正成同様の巨躯の持ち主。奥二重の切れ長の目をしている。片腕にやけどの痕がある。もじゃもじゃとした頭髪の持ち主。
柳原（源九郎）助也
正成の弟（四男）。32歳。誠九郎の双子の弟。柳原家に婿養子に入った。頭髪は無く、顔の上部三分の一と側頭部に酷い火傷の痕がある。誠九郎、源九郎二人のやけど痕は、幼い頃に寝所に油を掛けられ殺されかかった勝千代を庇って負ったもの。
福島兵庫介（平九郎）助春
正成の弟（五男）。32歳。高天神城の城代を勤める。正成が国境線防衛で不在が多いのを良いことに勝千代を虐待していた。正成危篤の誤報に惑わされ、当主とその嫡男のみが立ち入る事を許される福島家北棟に分家一族を率いて乗り込むが、田所と渋沢配下の兵達に制圧され逃げ帰る。後に今川館からの口出しで、孫に当たる時丸の家老職に正式に着任するが、福島家への影響力は大幅に減少した。
お江与
松原殿。兵庫介の娘で、氏親の側室の一人。時丸の母親。
亀千代
正成の庶子。氏は中村。越前朝倉家に養子に出された。6年前に10歳前後だった。福島家中からあまり良い印象は持たれていない。曳馬城に潜入し、福島家が松平と結託して謀反を企むという内容の文を奥平に送った。

### 今川家
今川氏親
家臣からは御屋形様と呼ばれる。修理大夫。駿河今川家の第九代当主、駿河、遠江二カ国の守護。勝千代・彦丸兄弟とは、同じ鋳型から作られたかのように容貌が似ている。祖父の代に失った遠江国を尾張守護の斯波氏から取り戻すなど優れた主君だったが、中風で倒れ病床にある。嫡子庶子を問わず子には冷淡で、感心は無い。娘達の婚姻先も母親の桃源院に任せきりだった。勝千代の双子の兄である彦丸を哀れんだことから初めて親としての情が沸き、御台様を苛立たせた。伊勢盛定の娘・北川殿（桃源院）の息子で、伊勢宗瑞 (早雲) の甥。北条氏綱は父方の従兄弟にあたる。
御台様
今川氏親の正妻。中御門家の出身。嫡男の龍王丸と娘、まだ産まれたばかりの芳菊丸の母親。20代中頃。史実の寿桂尼。
桃源院
今川氏親の母親。40代に見えるほど若々しく美しい容姿を持つ女性。福島家の勢力を削ぎ、勝千代を陥れようとする。史実では伊勢盛定の娘、北条宗瑞（早雲）の姉とされる。

#### 氏親の息子達
龍王丸
御台様の子。勝千代の2歳上。史実の今川氏輝。
彦丸
側室（正成の娘）の子。勝千代の双子の兄。御台様に養育されていたが、鴆毒と言われる希少な毒物で毒殺された。聡明で幸松にも優しかった。史実の彦五郎。
時丸
お江与（松原殿）の子。福島兵庫介の孫にあたる。勝千代・彦丸と同い年。教育係の僧侶が感心するほどに利発で優秀な子。史実の玄広恵探。
芳菊丸
御台様の子。史実の今川義元。

### 朝比奈家
朝比奈泰能
又太郎、備中守とも。遠江衆の重臣で掛川城主。美しい直毛の持ち主。まだ20代前半だが、正室に中御門家（寿桂尼の実家）の娘を貰い今川家の外戚、準一門衆となっている。家中皆がいいところに雇われているような気品を醸し出している。家の規模としては朝比奈家は福島家よりも大きい。正室が引き起こした事件を知り絶望するが、勝千代の説得により翻心する。
朝比奈弥三郎
泰能の叔父だがそれほど年は離れていない。曳馬城攻略において朝比奈軍の大将を勤める。ひょろりと線が細く、背の高い男。顔に大きな赤いあざがある。兵糧攻めに遭い、一日におにぎり一個の苦難を耐え忍んだ怒りを東三河の国人、牧野氏にぶつける。主君であり甥っ子の泰能のことを可愛いがっている。史実の朝比奈泰以。弱冠15歳で家督を継いだ泰能の後見人として補佐し、1513年の斯波氏との戦いには甥の名代として朝比奈軍を率い参戦し、井伊直平らと戦っている。
篠山御前
泰能の正室で中御門宣秀の娘。派手好きで気の強い性格。京で東宮に言い寄るなど色々とやらかしたあげく、半ば放逐される形で下向し朝比奈家に嫁入りした。兄二人と共に朝比奈家の譜代家臣を押さえて執政を牛耳っている。今川館からの指示に従い、勝千代を殺害するため少数で寒月の屋敷を襲撃するが失敗し、寒月に厳しい叱責を受ける。後に本願寺派の僧侶鏡如に唆され、朝比奈家の家臣に命じて約50名で再度襲撃する。朝敵となりかねない事件を知った泰能自らの手により、兄二人と共に処刑される。
棚田五郎衛門
掛川の城代。ちょび髭。押しが今ひとつ弱く、篠山御前とその兄弟に良いようにされてしまうものの、城代権限で篠山御前とその兄弟を地下牢に押し込めた。
篠山
朝比奈家の老臣。妻が泰能の乳母を務めた。篠山御前とは無関係。
柿本
朝比奈の配下で曳馬城近くの本陣の軍の大将となった。いかにも武辺者といった顔立ちの男。

#### 福島家の配下・関係者
ヨネ
高天神城の下女で、幼少の勝千代をただ一人で親身に世話している。前歯と舌が無いため話すことが出来ず、利き手の指も半分以上無い。武家の妻女であったため漢字交じりの文書を書き、小太刀を扱うなど教養がある。父親は大和国の関を守る役目の武士。夫は戦死し、娘も無惨に殺され、乳飲子の息子も生き別れとなった。勝千代が忍び衆に救出された後に病死。実は佐吉が生き別れの息子だった。
多賀弥太郎
福島家に雇われている忍びの一番組頭。勝千代の側仕えになる。笑みを浮かべていることが多い。薬草に詳しく、とても苦い薬湯を勝千代に毎日飲ませている。薬師としても一流で、勝千代の体調によって薬湯の成分を変えるなど、きめ細やかに対応する。
常森段蔵
福島家に雇われている忍び衆の頭領。雇用主によって立場を変え、風魔一族の親族と敵味方として対立することも厭わず職務を遂行する。当代の風魔小太郎と「小太郎」襲名を争って戦った。外出していない時は勝千代の居室の天井裏で待機している。
楓
福島家に雇われている忍び衆の少女。10歳そこそこの年齢。
与平
福島家に雇われている忍びの少年。隠し里に居た子供の中で最年長。楓とは幼なじみ。
名前不詳の忍び
正成に付き従う、中年で体格のがっしりした忍び衆の一人。勝千代が隠し里にいた頃、外の仕事から干菓子を土産に持ち帰ったが隻腕となっていた。
土井庄助
正成の側近。裏鹿城の雪崩で負った怪我を機に、勝千代の側仕えとなる。良く通る声の持ち主。
南八兵衛
正成の側近。裏鹿城の雪崩で負った怪我を機に、勝千代の側仕えとなる。正直者でちょっとした小芝居も苦手。
二木小五郎
定正とも。細目の男。正成の側近で福島家の上級武官の一人。ただし陪臣のため、今川館の奥に上がれる身分では無い。勝千代からは内心で蛇男と呼ばれている。周囲を引っ掻き回して楽しむ性格だが、そのような性格を気にも掛けず使い倒す正成に忠誠を尽くしている。破壊工作、謀略などが得意でそれなりに腕も立つが、己の感情に左右されやすい。
渋沢
福島家の上級武官の一人。俳優ばりの美男子で、低く渋い声の持ち主。女中たちから人気が高く、至る所で女衆に言い寄られている。ほぼ全身黒に近い墨色の装束を好んで身につける。戦場では真っ先に飛び出していく。
戸田彦左衛門
福島家の家宰。狐顔。出入り商人と結託して横領し、その金を兵庫介に横流ししていた。
早田
福島家家臣の一人。幸松付きで戸田の配下にある。お葉殿の甥で幸松の従兄弟。空気の読めない男。千代丸の手首をたたき切った咎で早田家の家督を追われ、下級武士として正成と共に前線へ出る。
柴垣栄三郎
福島家家臣の一人。勘定方の下役人。二木の家の近くに住んでいる。八十貫の親の借金のかたに、妹のお糸を妾に出すように井坂から脅迫されていた。
お糸
柴垣の妹。福島家の女中。10代半ばの美少女。勝千代の手配で南と見合いをした。
井坂喜佐次郎
戸田の配下として収賄汚職等に手を染めていた。井坂家に婿養子として入ったにも関わらず、お糸を妾にしようとして養家から追い出されそうになる。
谷
渋沢家の武官。小柄な体格で童顔だが、誰にでも遠慮無く牙を剥く。元服してから戦場で過ごすことの方が多かった。命じられた勝千代の警備役を不服に思い、妙蓮寺の住職を縛り上げた興如の一派を奥に引き入れてしまう。この件で渋沢から折檻された後は、勝千代に献身的に仕えるようになる。
市村
谷と同じく、勝千代の警備役として渋沢から使わされた。がっちりと大柄な体格。
田所
江坂志郎衛門の配下。ひょろりと背高で色白な、エノキ茸を連想させる男。拷問や尋問を得意とする。弟は福島家の組頭で、日焼けしたこげ茶エノキ。
逢坂
福島家の家臣。渋沢と同格の上級武官。馬術の名手でもあり、馬廻り衆を率いている。派手な赤染鎧を一族で揃えている。孫の志沢が兵庫介に同調して福島家に乗り込んだ末に切腹、家も取りつぶしとなった。逢坂自らも所領を返上し切腹しようとするが、勝千代に引き留められて翻心する。
志沢
氏親の側仕え。逢坂の孫であり、分家をたてた。二木からは前線に一度も出たことがない腰抜けとして扱われている。若く代替わりしたばかりだが、兵庫介に同調した咎で切腹に追い込まれた。
三浦
福島家の家臣。正成が出陣したのをきっかけに、新たに勝千代の側付きとなる。まだ少年の域を脱したばかりの年頃でやや小柄。人当たりの良いにこやかな好青年。前職は公事方ではあるが、正成の小姓として槍を振り回したこともある。世話焼きで、薬湯の後に白湯を出してくれる。弟がいる。
圭次郎
側付きの三浦の弟。まだ少年。
木原
福島家の家臣。正成が出陣したのをきっかけに、新たに勝千代の側付きとなる。背が高く寡黙な男。
米田
福島家の家老。少々テカリのある額の持ち主で、温和な中間管理職といった雰囲気の男。
宗田屋
福島家出入り商人。家宰の戸田と結着し、今川家から送られていた勝千代の養育費を全て着服していた。桂殿は宗田屋の出身。
日向屋
堺の大商人。掛川城の城下町に訪れていて際に偽の疫病騒動に巻き込まれたことから、勝千代と知り合いになる。まだらに白い頭髪と日焼けした顔をした中年の男性。
轟介
日向屋の一番若い番頭。20代前半。息子が居ない日向屋の跡継ぎ候補として別の大店から引き抜かれた。堺で聞き込んだ勝千代に関する悪評をぺらぺらと吹聴し、田所弟に殴られ福島家出入り禁止となる。
佐吉
日向屋の副番頭。十年以上前から日向屋に仕え、手代から副番頭まで手堅く勤め上げた。実は伊賀の忍び衆。福島家の庶長子（亀千代）が養子先の越前朝倉家から逃げ出し、曳馬城に居ることを勝千代に伝える。実は生き別れとなったヨネの息子である。

### 岡部家
岡部二郎
今川家の武将で駿河衆。信濃国境にある城の城代。岡部家では代々嫡男以外の子を駿府に置き、長ずれば文官あるいは女官として今川館へ出仕させる習いとなっていた。今川館の奥に仕えていた長女が彦丸に関する何かを目撃したため、家族を人質にされ、指示されるままに勝千代と父の殺害を試みたが失敗。雪崩に巻き込まれ、瀕死の重傷を負う。後に家督を嫡男の一郎太に譲り引退。
下村高司郎
岡部の側近。岡部の正室の兄であり、一郎太・奈津兄妹の伯父に当たる。掘りの深い男前で、低く良い声の持ち主。
一郎太
岡部の嫡男。家族が駿府で人質に取られていることを勝千代に告げる。父親の回復が見込めないことから、岡部家の家督を継ぐ。
奈津
岡部の娘。氏親の側室の一人に仕えていたが、彦丸・勝千代兄弟を狙う陰謀に巻き込まれる。人売りに姉と共に買われたが、朝比奈の城下町で勝千代に命じられた万事に保護される。掛川城下の寒月の屋敷に仮住まいするが、刺客に襲われ志乃が殺されたことからPTSDを発症し、万事と共に実家の岡部家へと移される。
志乃
岡部の長女。囚われている間は夢路と呼ばれていた。14、5歳の少女で、薙刀の名手と言われている。今川家の二の姫に仕えていたが、彦丸・勝千代兄弟を狙う陰謀に巻き込まる。人売りに攫われ、如章の寺の座敷牢に閉じ込められていた。掛川城下の寒月の屋敷に仮住まいするが、刺客に襲われ死亡した。
万事
サンカ衆（野盗集団）の一員。裏鹿城を襲った集団の若頭。福島家の薬籠をそれと知らず渡されており、福島家を陥れる陰謀に巻き込まれた事を知る。奈津に付き従い、下級武士として岡部家に仕える。

### 公家・僧侶
寒月
真っ白な銀髪と真っ白なひげの壮年男性。現職の正三位・権大納言。京に嫌気がさして掛川に下向中だった。官位階位ともに、駿河遠江二国で最上位にあたる。史実の一条房家。関白・一条教房の次男で、公家でありながら大名として家を興した土佐一条氏の初代当主。勝千代を孫のように可愛がっている。
東雲
藤波家。はんなりとした口調の穏やかな青年。20代前半。白地の狩衣を好んで着用する。掛川城城下町まで如章を追跡して来た。藤波家の嫡子の弟という触れ込みだが、やんごとなきところの庶子。藤波家は位としては半家だが代々伊勢神宮の神職をつとめるため、伊勢国に所領を持ち裕福な家。現在の当主は高名な書家でもある。
鶸（ひわ）
東雲の配下の一人。白灰色の狩衣を着ている。やんごとなきところに仕える忍び衆（八瀬童子）。東雲の配下には、鶸の他にこの忍び衆が十数名居る模様。
如章
浄土真宗本願寺派の僧侶。各地で貧しい家々の水瓶に下剤など毒物を混入し、病人が出たように装い、疫病を封じ込めるためのお焚き上げと称して住民を閉じ込めたまま焼き殺していた。その中で裕福な武家と商人だけを逃がし、後に逃げたことを脅し金銭を巻き上げていた。今川館の黒幕の伝手から勝千代を殺し正成を負傷させる事を請負う。上記の手口を勝千代達が宿泊していた宿屋で実行しようとしたが失敗し、朝比奈に捕らえられる。
興如
浄土真宗本願寺派の僧侶。山科本願寺の御宗主（実如）からの使者として高天神城を訪れた。60歳ほど。雅号は泗水。如章を蹴落とす機会を前々から窺っていた。ごま豆腐が作れる。囲碁が強い。
鏡如
本願寺派の僧侶（大僧正）。華美な服装で福々しいまん丸の顔をしている。政所執事伊勢氏の庶子と名乗り権勢を高めていた。今川館の策謀により、篠山御前を唆して寒月館を襲撃させた。ことが露見し本願寺派から破門される。
栄興
本願寺派の僧侶（中僧正）。鏡如のおつきの僧侶。鏡如より一回り小柄。

### その他の今川家家臣
奥平
今川家家臣。井伊谷城を見張るために管理されている三岳城城代。髪や口髭をきれいに整えており、端正な容姿で知的に見せているものの胡散臭さが漂う。中年になってようやく三岳城城代の地位を手に入れた。福島家の軍勢が掛川城に移動せず、曳馬城近くの本陣に居ることについて、誠九郎達を責め立てた。正成庶長子(亀千代)の企みで、福島家が謀反のために本陣に軍を集めたと信じ込んでいたと語る。四半時の間号泣できる特技の持ち主。
榊原小五郎
奥平の配下。三岳城に居残る優秀な陣代。下級武士でありながら曾祖父の時代まで遡れる、綺麗な経歴の持ち主。実は三河の国人、松平氏の配下。曳馬城攻防戦で本陣の井伊家部隊を襲撃しようとしたが、勝千代が徳川四天王として歴史に名高い榊原某氏のことを思い出し、警戒させていたおかげで事前に捕縛された。後に奥平の配下数十名と共に脱走。行方不明となった。
興津
清房、彦九郎とも。人の良さそうな丸顔に、やや頭髪のさみしい丸い頭の持ち主。上背も肩幅もある。今川家の馬周り衆として氏親の側近であり、彦丸のことをよく知っている。先代か先々代に分枝した朝比奈分家の娘が奥方。
伊達藤三郎
興津の配下。現代風に顎周りのひげだけを整えた伊達男。寒月の屋敷の警備責任者をしていた。
後藤
今川家の奥（御屋形様や御台様、およびそのご家族のみが暮らす領域）で仕える御伽衆。京との取次と折衝を行い、かなりの権限を持つ。東三河の国人衆を唆して勝千代に毒を食ませようとする。

### 国人衆他
井伊次郎
遠江国人で井伊谷城の城主。年の頃は40歳ほど。四角い顔立ちに、人のよさそうな丸い目をしている。狸を連想させるちょっと丸みを帯びた体格の持ち主。7年ほど前に今川家との戦いで敗北し従属国人となったが、家臣ではない。
小次郎
井伊次郎の嫡男。父にあまり似ていない、涼やかな顔立ちの好青年。
彦次郎
井伊次郎の次男。ちょっと喧嘩っぱやく迂闊なところがある。
飯尾
遠江にある曳馬城主、飯尾家の次男。曳馬城への攻撃から逃げ延びたが、重傷を負い後に死亡。父親も曳馬城の地下牢から引き出され、奥平と共に今川館に連れて行かれてそこで死亡している。
牧野田三郎
東三河の国人。牧野家の当主。かなりの高齢。曳馬城を占領する三河兵達を引かせるため、朝比奈家の軍が牧野家の城を攻撃する間で討ち取られた。今川館と通じ、今川方から最前線の興津の砦に行くはずだった兵糧を横領していた。東三河で最大勢力の国人。
大林源助
牧野家の家老。大林家の養子だったが、実子の嫡男が生まれたため冷遇されていた。曳馬城の井戸に毒を投げ入れて城を奪った。出自は庵原家の吉野という男の四男。片目と片足の膝から下、手の指の半分を失っている。襲撃され、さらに重傷を負うが生き延び、「勘助」という偽名を貰う。
少年A
曳馬城へ進軍する途中で勝千代に危害を加えようとした少年の一人。三河国人（久野）の嫡男。勝千代に執拗な悪意を向ける。今川館の奥に仕える御伽衆の後藤から鴆毒を渡されたが、少年Bに回した。久野氏は今川が遠江に侵攻したときに今川方についたが、重視も重用もされていないことを不満に感じていた。
少年B
曳馬城へ進軍する途中で勝千代に危害を加えようとした少年の一人。三河国人（原氏）の嫡男。まだ12,3歳ほどだが背が高く分厚い体つきをしている。曳馬城の井戸に投げ込まれたものと同じ、鴆毒という毒物を勝千代に振りかけようとした。